# Karotissinusreflex
Der Karotissinusreflex (auch Hering-Reflex, nach Heinrich Ewald Hering, und nicht zu verwechseln mit dem Hering-Breuer-Reflex) ist ein Schutzmechanismus des Körpers zur Stabilisierung des zentralen Blutdrucks und damit zur Sicherung der Durchblutung von Herz und Gehirn.
An der Gabelung der Halsschlagader liegen im erweiterten Anfangsabschnitt der Arteria carotis interna, dem Karotissinus (Sinus caroticus), in der Gefäßwand Barorezeptoren, die den Blutdruck messen. Ein Blutdruckanstieg führt zur Reizung dieser Rezeptoren, deren Signale über den Karotissinusast (Ramus sinus carotici) des Nervus glossopharyngeus (IX. Hirnnerv) zum Kreislaufregulationszentrum in der Medulla oblongata übermittelt werden. Über den efferenten Schenkel des Reflexes, die Herzäste (Rami cardiaci) des Nervus vagus (X. Hirnnerv), werden reflektorisch die Herzfrequenz und der Blutdruck gesenkt.
Beim Karotissinus-Syndrom ist der Reflex pathologisch verstärkt und kann in bestimmten Situationen (z. B. beim Rasieren oder beim Tragen eines sehr engen Kragens) zu einem vorübergehenden Herzstillstand oder einem sehr starken Abfall des Blutdrucks mit folgender Synkope führen. Durch Druck auf die Karotisgabel kann der Reflex künstlich ausgelöst werden; dies wird beim nicht ungefährlichen Karotissinusdruckversuch ausgeführt und die nachfolgende Kreislaufreaktion untersucht. Auf diese Weise können gelegentlich auch supraventrikuläre Tachykardien beendet werden.